# Halophila stipulacea
Halophila stipulacea (Forssk.) Asch. è un'angiosperma marina della famiglia Hydrocharitaceae.

## Descrizione
È immediatamente riconoscibile dalle altre angiosperme marine europee per le foglie appiattite e dotate di picciolo e per le nervature pennate (in tutte le altre sono parallele). Le foglie sono lunghe fino a 5–6 cm e non sono più larghe di 1 cm. Il rizoma è molto robusto, si assottiglia nei punti di inserzione delle foglie e porta radici lunghe ma molto superficiali.

## Biologia
Al contrario delle altre angiosperme marine mediterranee questa specie fiorisce e fruttifica regolarmente tutti gli anni e i semi, abbondantissimi, sono dispersi dalle correnti su lunghissime distanze.
Non pare porsi in competizione con le altre fanerogame marine italiane né si accompagna a Posidonia oceanica o a Cymodocea nodosa perché vive in acque più basse. Si può però trovare assieme a alghe verdi del genere Caulerpa. È un'ottima colonizzatrice e può occupare vaste aree in brevissimo tempo per poi scomparire quando arrivano specie più fortemente competitive.

## Distribuzione e habitat
Questa specie è originaria dell'Oceano Indiano e del mar Rosso da cui è penetrata nel mar Mediterraneo attraverso il Canale di Suez (migrazione lessepsiana). Nei mari italiani è nota sulla costa ionica della Sicilia, e nel basso Tirreno (isole Eolie, Palinuro).
Appare in netta espansione in tutto il Mediterraneo. Popola acque basse o molto basse, in luoghi non troppo esposti alla furia delle onde.